# Phasmahyla exilis
Phasmahyla exilis är en groddjursart som först beskrevs av Cruz 1980.  Phasmahyla exilis ingår i släktet Phasmahyla och familjen lövgrodor. IUCN kategoriserar arten globalt som livskraftig. Inga underarter finns listade i Catalogue of Life.